# Frank Wild

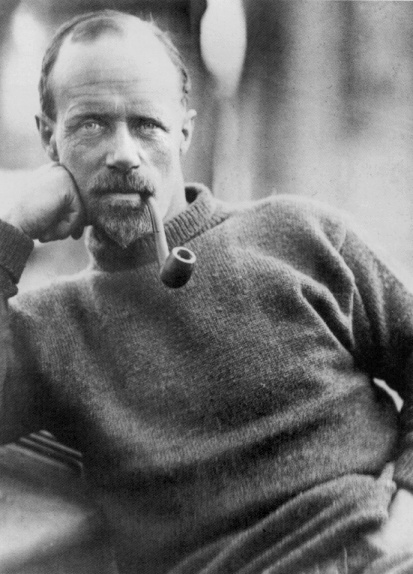
Frank Wild (c. 1914).

John Robert Francis Wild (Skelton-in-Cleveland, Yorkshire del Norte, 10 de abril de 1873 – Klerksdorp, Sudáfrica, 19 de agosto de 1939), conocido como Frank Wild, fue un explorador antártico británico.
Frank Wild es el gran desconocido de la denominada como Edad heroica de la exploración de la Antártida. Desempeñó un papel muy significativo en varias de las más importantes expediciones a la Antártida de principios del siglo XX. Iba a bordo del barco Discovery cuando este partió rumbo al sur en 1901, iniciando así un periodo de veinte años de exploración y aventuras épicas. Nadie estuvo tan involucrado en la exploración antártica y ningún otro explorador ha pasado tanto tiempo en el continente helado. Por su importante contribución a cinco expediciones a la Antártida, Wild fue galardonado con la Medalla Polar y nombrado Comendador de la Orden del Imperio Británico.

## Biografía
En 1889, con 16 años, ingresó en la marina mercante y en 1900 en la Royal Navy. A menudo se dice de él que fue la "mano derecha" de Ernest Shackleton o su "leal teniente", pero fue mucho más que eso.

### ExpediciónDiscovery
En 1901 se enroló como voluntario en la Expedición Antártica Británica, también conocida como Expedición Discovery, liderada por Robert Falcon Scott entre 1901 y 1904. Navegó a bordo del Discovery y estuvo vinculado a los equipos de trineos.

### ExpediciónNimrod

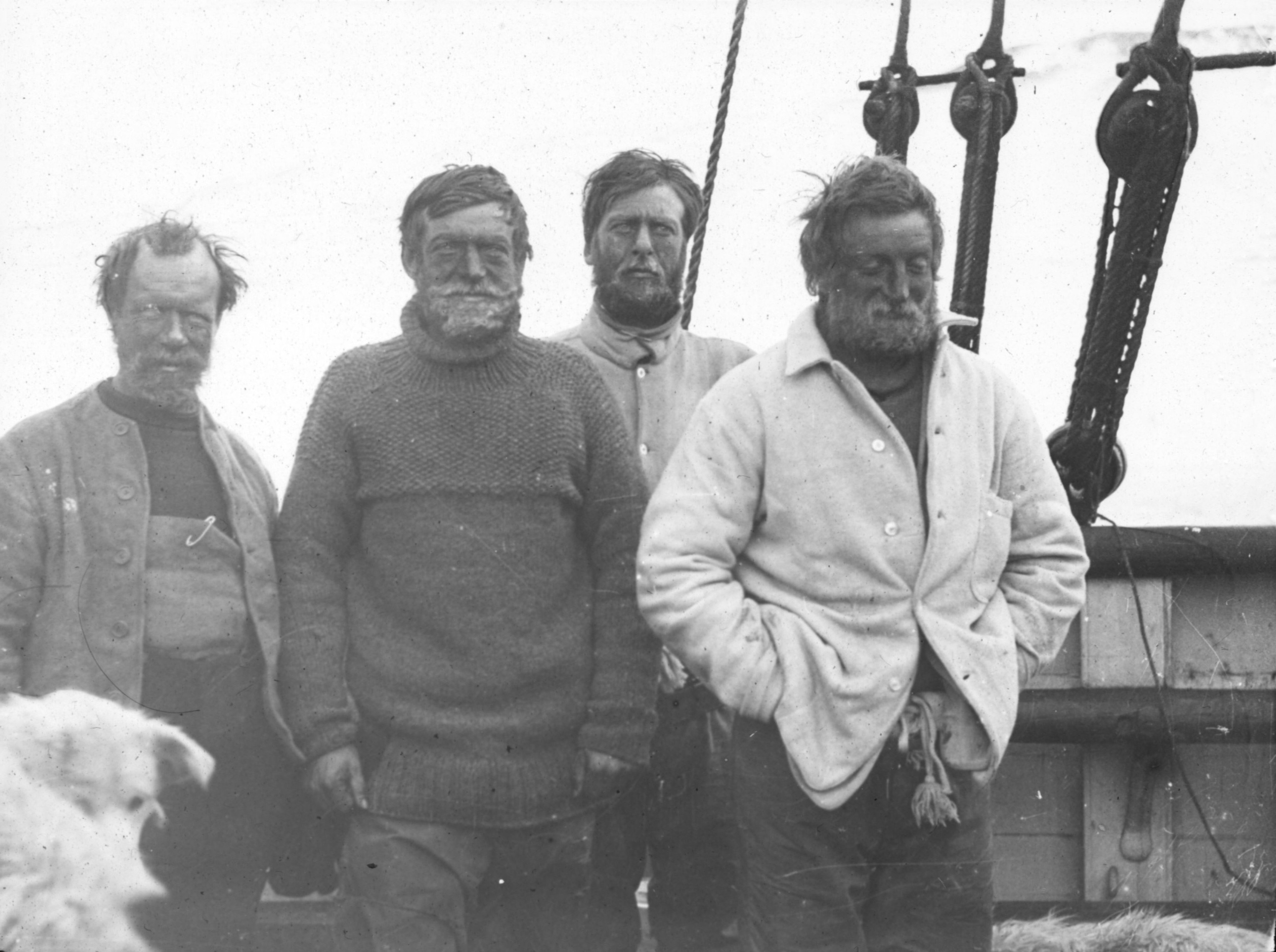
El equipo del Polo Sur al final de la Expedición Nimrod. De izquierda a derecha: Frank Wild, Ernest Shackleton, Eric Marshall y Jameson Adams.

Según Mawson, la primera vez que vio a Wild fue en Nueva Zelanda, en el transcurso de la Expedición Nimrod, cuando lo echaban de un hotel en el que había estado bebiendo. 
Fue en la Expedición Nimrod, que lideró Shackleton entre 1907 y 1909, en la que resultó elegido como uno de los hombres que deberían recorrer las 97 millas que les separaban del Polo Sur, arrastrando a través del Glaciar Beardmore los trineos con el equipo de la expedición. Sin embargo, la seguridad de los hombres primó sobre el objetivo de alcanzar el polo, así que los expedicionarios optaron por darse la vuelta antes de arriesgarse a no poder volver con seguridad a la base McMurdo.
Durante la expedición, participó en la realización del primer libro creado íntegramente en la Antártida, el Aurora australis.

### Expedición Antártica Australiana
Entre 1911 y 1913 participó como experto en trineos en la Expedición Antártica Australiana dirigida por Douglas Mawson. Estuvo al mando de la Western Base, donde padeció durísimas condiciones climáticas y tremendas dificultades con los trineos. Sin embargo, consiguió alcanzar una nueva extensión de terreno en la Antártida, la Tierra de la Reina Mary.

### ExpediciónEndurance
Shackleton le escogió de nuevo para actuar como segundo al mando de la Expedición Imperial Transantártica, también conocida como Expedición Endurance, entre 1914 y 1917. Sus habilidades a la hora de dirigir a los hombres y su firme apoyo fueron muy necesarias cuando el barco de la expedición, el Endurance, que se había quedado atrapado en el hielo, terminó hundiéndose incapaz de soportar la presión de los hielos que lo aprisionaban, lo que obligó a los 28 miembros de la tripulación a hacer un peligroso viaje sobre enormes placas de hielo a la deriva hasta alcanzar la isla Elefante. Wild se quedó a cargo de 22 hombres mientras un grupo de seis hombres, entre ellos Ernest Shackleton, Frank Worsley y Thomas Crean, se aventuraron en una peligrosa travesía a bordo de uno de los botes salvavidas del Endurance, el James Caird, para alcanzar la isla de Georgia del Sur, donde esperaban encontrar ayuda en la base ballenera allí emplazada. 
A su vuelta a Inglaterra, en plena Primera Guerra Mundial, se alistó en la Royal Naval Volunteer Reserve, prestando servicio en Rusia. Tras la guerra, se trasladó a Sudáfrica, donde se convirtió en granjero.

### ExpediciónQuest
Shackleton volvió a reclamarle para que formara parte de la Expedición Shackleton–Rowett entre 1921 y 1922, que debería llevarles de nuevo al sur a bordo del Quest. Sin embargo, la expedición se suspendió repentinamente tras la muerte de Shackleton a causa de un ataque al corazón mientras el Quest estaba anclado en Georgia del Sur, antes de que la expedición hubiese alcanzado la Antártida. Wild pasó a tener el mando y dio entonces por concluida la aventura. 
Volvió a su granja en Sudáfrica y murió en Klerksdorp el 19 de agosto de 1939. Recibió un gran número de premios por sus contribuciones como explorador y sus aportaciones al avance de la geografía. En 1923 fue nombrado Freeman de la ciudad de Londres (algo así como Hijo Predilecto).

## Legado
En homenaje a Wild, numerosos accidentes geográficos situados en las proximidades o en la Antártida llevan su nombre: Punta o cabo Wild, en la isla Elefante, las montañas Wild, en el Territorio de la Reina Alejandra, las cataratas Heladas Wild, en el glaciar Beardmore o el Monte Wild, en la costa este de la península de Trinidad.